# جرج ویلیام کورتیس
جرج ویلیام کورتیس (انگلیسی: George William Curtis؛ ۲۴ فوریه ۱۸۲۴ – ۳۱ اوت ۱۸۹۲) نویسنده، ویراستار، روزنامه‌نگار و سیاست‌مدار جمهوری‌خواه اهل ایالات متحده آمریکا بود.